# Aquiles Roggero
Aquiles Roggero (Pehuajó, 12 de marzo de 1913-Buenos Aires, 21 de diciembre de 1977) fue un músico, pianista, director y compositor argentino.

## Biografía
Aquiles Roggero era hijo de Luisa Guallini y José María Roggero. Era primo de la cancionista, guitarrista, compositora y actriz Virginia Vera (1898-1949).
Entre 1936 y 1939 integró como pianista la orquesta Vitaphone, que dirigía su conciudadano y amigo Osmar Maderna.
En 1940 y 1941 pasó a integrar el grupo orquestal "Los Rítmicos", y años después, Maderna, que ya se había desvinculado de la orquesta de Miguel Caló, lo llama para formar parte de la suya recién creada.
En 1951, Maderna fallece en un accidente aéreo y Aquiles dirigirá la orquesta de su amigo, la cual se llamará "Orquesta Símbolo Osmar Maderna".
En 1960, la orquesta se disuelve y Roggero será sucesivamente integrante de las agrupaciones de Leopoldo Federico, Miguel Caló, y de la "Orquesta Típica Porteña" dirigida por Raúl Garello. 
En 1968, aceptando una propuesta del autor Lorenzo Spanu, Aquiles vuelve a formar la Orquesta Símbolo para grabar en el sello "Forever" y efectuar cincuenta y tres grabaciones. En 1969 la orquesta visita Pehuajó y en el recordado "Festival Nacional del Tango", el hijo de Aquiles (llamado Luis Roggero) interpreta con su violín, "Pequeña" de Maderna, emocionando a los presentes.
En 1976, y a pedido de sus seguidores, Roggero vuelve a formar la Orquesta Símbolo, la cual fue disuelta nuevamente cuando el 21 de diciembre de 1977 el músico falleció.
Había realizado la música de la película La aventura de los paraguas asesinos, estrenada en 1979.